# Ngô Văn Tuấn
Ngô Văn Tuấn (sinh năm 1971) là một chính khách người Việt Nam. Ông hiện là Ủy viên Ban Chấp hành Trung ương Đảng Cộng sản Việt Nam khóa XIII, Bí thư Ban Cán sự Đảng Kiểm toán Nhà nước, Tổng Kiểm toán Nhà nước, nguyên Bí thư Tỉnh ủy Hòa Bình nhiệm kỳ 2020-2025.

## Giáo dục
Ông có trình độ thạc sĩ kinh tế tại Ý (chuyên ngành tài chính - ngân hàng); cao cấp lý luận chính trị.

## Sự nghiệp

### Bộ Tài chính, Ban Kinh tế Trung ương
Ông từng trải qua nhiều cương vị như phó chánh văn phòng Bộ Tài chính - trợ lý Bộ trưởng Bộ Tài chính, vụ trưởng Vụ Tài chính các ngân hàng và tổ chức tài chính.
Ngày 16 tháng 1 năm 2017, ông được bổ nhiệm làm phó trưởng Ban Kinh tế trung ương.

### Tỉnh ủy Hòa Bình
Ngày 3 tháng 7 năm 2019, ông được Ban Bí thư phân công làm Phó bí thư Tỉnh ủy Hòa Bình.
Ngày 2 tháng 10 năm 2020 ông được bầu giữ chức Bí thư Tỉnh ủy Hòa Bình nhiệm kỳ 2020-2025.
Ngày 30 tháng 1 năm 2021, tại Đại hội Đại biểu toàn quốc Đảng Cộng sản Việt Nam khóa XIII, ông được bầu làm Ủy viên chính thức Ban Chấp hành Trung ương Đảng Cộng sản Việt Nam khoá XIII.

### Kiểm toán Nhà nước
Chiều ngày 24 tháng 7 năm 2022, Kiểm toán Nhà nước tổ chức hội nghị công bố quyết định của Bộ Chính trị và Ủy ban Thường vụ Quốc hội về công tác cán bộ. Theo quyết định, Bộ Chính trị điều động, phân công đồng chí Ngô Văn Tuấn, Ủy viên BCH T.Ư Đảng, thôi tham gia Ban Chấp hành, Ban Thường vụ và thôi giữ chức Bí thư Tỉnh ủy Hòa Bình nhiệm kỳ 2020-2025 để chỉ định giữ chức Bí thư Ban Cán sự Đảng Kiểm toán Nhà nước. Tại hội nghị cũng đã công bố nghị quyết của Ủy ban Thường vụ Quốc hội bổ nhiệm đồng chí Ngô Văn Tuấn giữ chức Phó Tổng Kiểm toán Nhà nước phụ trách Kiểm toán Nhà nước từ ngày 24/7.
Chiều ngày 21 tháng 10 năm 2022, Quốc hội khóa XV đã bầu ông Ngô Văn Tuấn, Phó Tổng Kiểm toán Nhà nước giữ chức Tổng Kiểm toán Nhà nước nhiệm kỳ 2021-2026.